# Antarcticite
A Antarcticita é um mineral extremamente raro descoberto na Antártida na década de 1960, encontrado na ilha de Lewis. É um fosfato de sódio e ferro, delicado e solúvel em água, variando de branco a verde pálido dependendo da quantidade de ferro. Sua formação está associada a depósitos de guano, o excremento de aves e morcegos, e muitas vezes é encontrado em conjunto com a whitlockita. É um mineral  que em temperaturas altas fica em estado líquido e em temperaturas baixas se cristaliza. Essa ligação com o guano torna a Antarcticita valiosa para estudos geológicos e ambientais da região antártica, oferecendo insights sobre as condições ao longo do tempo.